# Hans-Ulrich Pönack

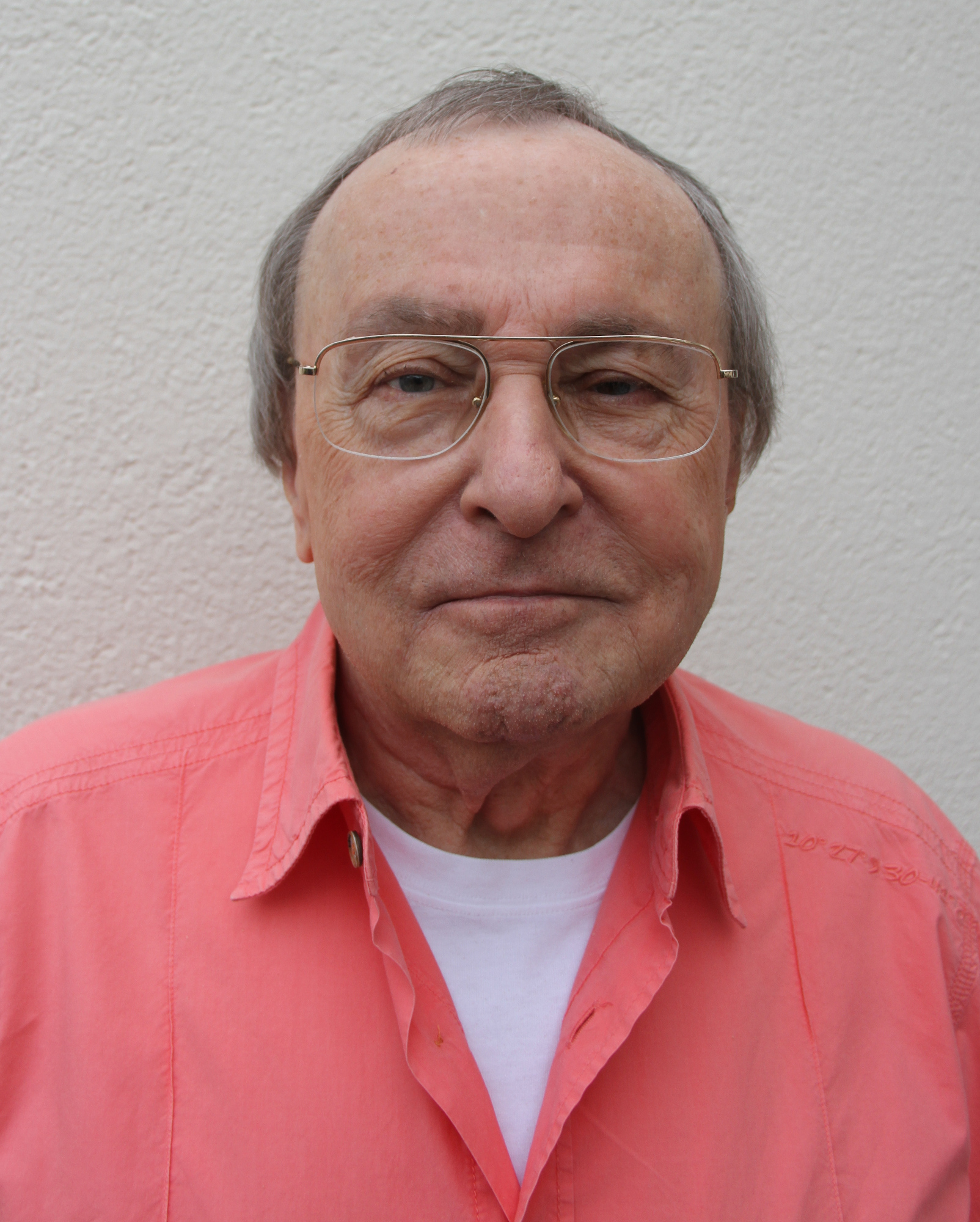
Hans-Ulrich Pönack (2022)

Hans-Ulrich Pönack (* 30. Mai 1946 in Berlin) ist ein deutscher Filmkritiker. Als solcher war er hauptberuflich von 1969 bis zu seiner Pensionierung im Jahr 2017 vornehmlich für den damaligen RIAS bzw. heutigen Deutschlandfunk Kultur sowie für 105’5 Spreeradio tätig. Nach wie vor ist er in diversen YouTube-Kanälen sowie Internet-Podcasts aktiv und publiziert Filmkritiken auf seiner Webseite.

## Werdegang
Pönack ist diplomierter Verwaltungswirt und war seit seinem Eintritt als Lehrling 1962 insgesamt 23 Jahre lang Beamter bei der Bundesversicherungsanstalt für Angestellte. Nebenher begann er allerdings als Filmkritiker zu arbeiten, etwa für das Spandauer Volksblatt. Für Verrisse benutzte er damals das Pseudonym ‚Christian Dilzburger‘. Da es damals für Kritiken kein Geld von den Verleihern gab, sondern Freikarten, veröffentlichte er bei schlechten Kritiken unter dem Pseudonym, damit diese keinen Einfluss auf die Vergabe der Freikarten hatten.
Ausgangspunkt für Pönacks Filmbegeisterung waren die 1950er- und 1960er-Jahre in West-Berlin: Als Sohn einer Platzanweiserin konnte er viel Zeit im Kino verbringen. Seit 1969 berichtet er ununterbrochen für RIAS bzw. den heutigen Deutschlandfunk Kultur. Im Wechsel mit drei anderen Radiokritikern besprach er dort bis 2017 vornehmlich in der Abendsendung Fazit die Kino-Filmstarts der Woche. Außerdem war er von 1999 bis 2015 ständiger Mitarbeiter beim SAT.1-Frühstücksfernsehen, wo er regelmäßig an jedem Mittwoch über neue Kinofilme informierte. An jedem Freitag berichtete er dort zudem regelmäßig über filmische Neuigkeiten auf dem DVD-Markt.
Weiterhin trat Pönack wöchentlich beim privaten Rundfunksender Radio Gong 96,3 in München (von 2002 bis 2015) auf. Bei 105’5 Spreeradio in Berlin ist er ebenfalls (seit 2004) „Experte“ als Kino- und DVD-Kritiker. 
Von 2015 bis 2020 war er als Filmsachverständiger auf seinem YouTube-Kanal pöni-tv zu sehen. 
Vom 11. Oktober 2018 bis Anfang Mai 2020 führte er mit Caroline Steinkrug durch den Film-Podcast Pönis Kinowoche, der immer Mittwochs online ging und in dem über die aktuellen Kinofilme, Heimkinoveröffentlichungen, gelegentlich Fußball und Privates gesprochen wurde.
HUP, so sein Kürzel, hat auch lange Zeit für Printmedien gearbeitet; etwa für die Kultur-Monatsbroschüre Pro + Kontra des DGB (von 1967 bis 1974) oder für das Berliner Stadtmagazin tip (von 1974 bis 1997). Bei der Rundfunkstation RIAS 2 moderierte/kommentierte er von Oktober 1985 bis zum Mai 1992 am Dienstagabend die zweistündige, später einstündige Sendung RIAS 2 Special: Film aktuell.
Auf seiner Website "poenack.de" werden wöchentlich aktuelle Kinofilme kritisch besprochen sowie DVD-Empfehlungen veröffentlicht. Außerdem befindet sich dort sein umfangreiches Kritik-Archiv, das laufend ergänzt wird. Zusätzlich wird das Archiv ständig mit Pönack-Interviews sowie Themen-Artikeln von ihm erweitert. Als Gastkritikerin auf seiner Website vertritt ihn hin und wieder seine ehemalige Podcast-Partnerin Caroline Steinkrug.

### Persönliches
Pönack ist ledig, engagiert sich im Tierschutz und lebt in Berlin. Ende März 2020 erlitt er bei einem häuslichen Unfall eine „sehr schwer(e)“ Kopfverletzung, ist seit Mai 2020 aber „wieder zurück“.

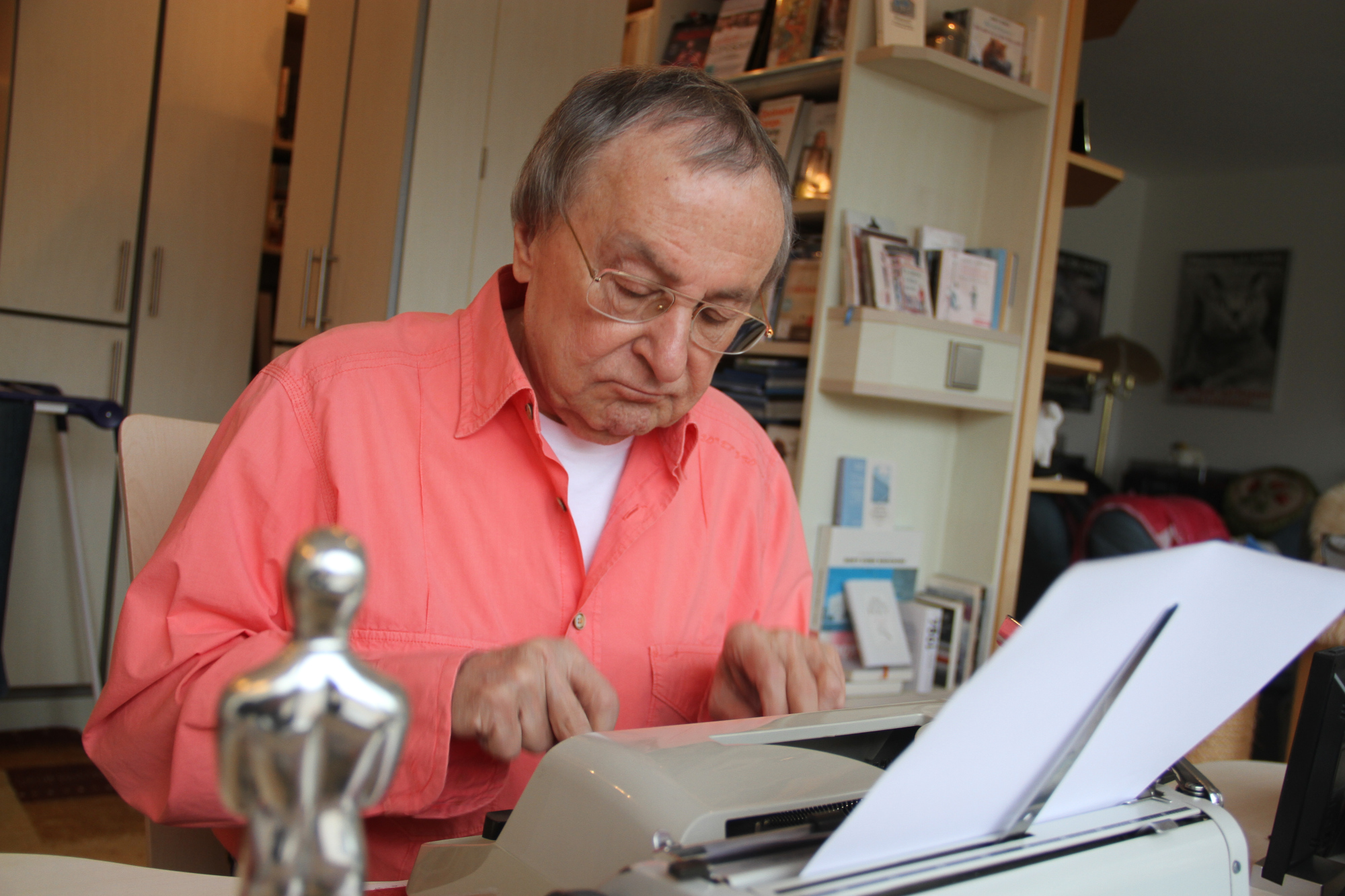
Hans-Ulrich Pönack an seiner Schreibmaschine "Gabriele 10"

## Stil
Pönacks Tätigkeit richtet sich nicht auf bestimmte Filmgenres. Er interessiert sich für alles, „um es zu zerstören oder zu loben“. In seinem Urteil ist er stets deutlich und scheut sich nicht davor, seiner Meinung nach misslungene Filme als „mäßig bis grottig“ zu bezeichnen. Vom Sat.1-Frühstücksfernsehen wurde er daher „Terminator der Filmkritik“ und „Bud Spencer der Haudraufkritiker“ genannt.
Pönack pocht auf seine Unabhängigkeit vom Medienbetrieb: „Mein Urteil ist unbestechlich. Ich gehe nicht zu irgendwelchen Filmstammtischen und gehöre auch keiner Vereinigung an. Zu Premierenfeiern gehe ich grundsätzlich nicht. Schnittchen kann ich auch zu Hause essen.“